# لئونارد کارپنتر (قایقران روئینگ)
لئونارد کارپنتر (انگلیسی: Leonard Carpenter; ۲۸ ژوئیهٔ ۱۹۰۲ – ۱۵ مهٔ ۱۹۹۴) قایقران روئینگ اهل ایالات متحده آمریکا بود.